# Kościół Świętego Stanisława BM w Rabie Wyżnej
Kościół Świętego Stanisława Biskupa Męczennika – rzymskokatolicki kościół parafialny należący do parafii pod tym samym wezwaniem (dekanat Rabka archidiecezji krakowskiej).
Murowana świątynia została wzniesiona w latach 60. XVII wieku i otrzymała wtedy również całe uposażenie od prawnuka Wawrzyńca Spytka Jordana, Kacpra Sierakowskiego herbu Ogończyk.
Kościół został konsekrowany w 21 niedzielę po Zesłaniu Ducha Świętego 1668 roku, która wówczas wypadała w dniu 14 października. Konsekracji tej przewodniczył biskup sufragan krakowski Mikołaj Oborski. Budowla ta nosząca wezwanie św. Stanisława Biskupa i Męczennika oraz św. Anny miała jeden dzwon, który posiadał datę 1678, z kolei w 1732 roku został ufundowany drugi, mniejszy. Kolejny dzwon dla świątyni, jak sam podaje w Kronice parafialnej ofiarował sam proboszcz ksiądz Gottfried Fitz razem z parafianami. Został odlany w 1858 roku w Ołomuńcu, w Czechach. Prawie wszystkie one zostały zarekwirowane przez wojska austro-węgierskie w czasie I wojny światowej, kolejne zrabowali Niemcy w 1941 roku.
W XIX wieku rozpoczęto prace przy rozbudowie istniejącej świątyni. Prace były wykonywane przez dwa lata, od 1841 roku. Została wzniesiona dzwonnica, gdyż do tego czasu była wolnostojąca (być może drewniana), został założony nowy dach i kościół został poszerzony. Całość została poświęcona przez dziekana makowskiego księdza Marcina Leśniaka w dniu 8 września 1843 roku. Z kolei ponownie świątynię konsekrował po przebudowie w czasie wizytacji kanoniczej w dni 13 sierpnia 1848 roku, biskup tarnowski Grzegorz Józef Wojtarowicz. W ołtarzu głównym został umieszczony obraz patrona, św. Stanisława, z kolei w jednym z bocznych ołtarzy obraz nieznanego z imienia malarza o tytule Opłakiwanie Chrystusa, wzorowany na obrazie pod tym samym tytułem Aannibala Carracciego, włoskiego malarza żyjącego na przełomie XVI i XVII wieku. Uwagę również zwracał obraz Matki Bożej Rabiańskiej z XVIII wieku, słynący łaskami i do dziś otoczony lokalnym kultem.